# Göran Waxberg
Göran Waxberg (Suecia, 23 de mayo de 1919-2007) fue un atleta sueco especializado en la prueba de decatlón, en la que consiguió ser medallista de bronce europeo en 1946.

## Carrera deportiva
En el Campeonato Europeo de Atletismo de 1946 ganó la medalla de bronce en la competición de decatlón, logrando un total de 6504 puntos, siendo superado por el noruego Godtfred Holmvang (oro con 6987 puntos) y el soviético Sergei Kuznetsov (plata con 6930 puntos).